# Negocis internacionals
El negoci internacional es refereix al comerç de béns, serveis, tecnologia, capital i/o coneixement a través de les fronteres nacionals i a escala global o transnacional.
Implica transaccions transfrontereres de béns i serveis entre dos o més països. Les transaccions de recursos econòmics inclouen capital, habilitats i persones amb el propòsit de la producció internacional de béns i serveis físics com ara finances, banca, assegurances i construcció. El negoci internacional també es coneix com a globalització.
Per fer negocis a l'estranger, les empreses multinacionals han de connectar mercats nacionals separats en un mercat global. Hi ha dos factors a macroescala que subratllen la tendència a una major globalització. La primera consisteix a eliminar les barreres per facilitar el comerç transfronterer (per exemple, la lliure circulació de béns i serveis, i de capital, denominada " lliure comerç "). El segon és el canvi tecnològic, especialment els desenvolupaments en la comunicació, el processament de la informació i les tecnologies del transport .

## Visió general
El "negoci internacional" també es defineix com l'estudi del procés d'internacionalització de les empreses multinacionals. Una empresa multinacional (EMN) és una empresa que té un enfocament mundial als mercats, la producció i/o les operacions en diversos països. Entre les EMN conegudes inclouen empreses de menjar ràpid com ara: McDonald's (MCD), YUM (YUM), Starbucks Coffee Company (SBUX), etc. Altres empreses multinacionals industrials líders inclouen fabricants de vehicles com: Ford Motor Company i General Motors (GMC). Alguns productors d'electrònica de consum com Samsung, LG i Sony, i empreses energètiques com Exxon Mobil i British Petroleum (BP) també són empreses multinacionals.
Les empreses multinacionals van des de qualsevol tipus d'activitat empresarial o mercat, des de béns de consum fins a la fabricació de maquinària; una empresa pot convertir-se en un negoci internacional. Per tant, per dur a terme negocis a l'estranger, les empreses han de ser conscients de tots els factors que poden afectar qualsevol activitat empresarial, inclosos, entre d'altres: la diferència en els sistemes legals, els sistemes polítics, la política econòmica, l'idioma, els estàndards comptables, els estàndards laborals, el nivell de vida., estàndards ambientals, cultures locals, cultures corporatives, mercats de divises, aranzels, regulacions d'importació i exportació, acords comercials, clima i educació. Cadascun d'aquests factors pot requerir canvis en la manera com operen les empreses d'un país a un altre. Cada factor marca una diferència i una connexió.
Un dels primers estudiosos que es va dedicar a desenvolupar una teoria de les empreses multinacionals va ser l'economista canadenc Stephen Hymer. Al llarg de la seva vida acadèmica, va desenvolupar teories que pretenien explicar la inversió estrangera directa (IED) i per què les empreses esdevenen multinacionals.
Hi va haver tres fases d' internacionalització segons el treball d'Hymer. La primera fase del treball d'Hymer va ser la seva dissertació l'any 1960 anomenada Operacions internacionals d'empreses nacionals. En aquesta tesi, l'autor s'allunya de la teoria neoclàssica i obre un nou àmbit de producció internacional. Al principi, Hymer va començar a analitzar la teoria neoclàssica i la inversió financera, on la raó principal del moviment de capital és la diferència de tipus d'interès . Després d'aquesta anàlisi, Hymer va analitzar les característiques de la inversió estrangera de les grans empreses amb finalitats productives i comercials directes, anomenant aquesta inversió estrangera directa (IED). En analitzar els dos tipus d'inversions, Hymer va distingir la inversió financera de la inversió directa. La principal característica distintiva era el control. La inversió de cartera és un enfocament més passiu i l'objectiu principal és el benefici financer, mentre que en la inversió estrangera directa una empresa té el control de les operacions a l'estranger. Així doncs, la teoria tradicional de la inversió basada en els tipus d'interès diferencials no explica les motivacions de la IED.
Segons Hymer, hi ha dos determinants principals de la IED; on una estructura de mercat imperfecta és l'element clau. El primer són els avantatges específics de l'empresa que es desenvolupen al país d'origen de les empreses concretes i, de manera rendible, s'utilitzen a l'estranger. El segon determinant és l'eliminació del control on Hymer va escriure: "Quan les empreses estan interconnectades, competeixen per vendre en el mateix mercat o una de les empreses pot vendre a l'altra", i per això "pot ser rendible substituir les empreses centralitzades". presa de decisions per a la presa de decisions descentralitzada ".
La segona fase d'Hymer és el seu article neoclàssic de 1968 que inclou una teoria de la internacionalització i explica la direcció del creixement de l'expansió internacional de les empreses. En una etapa posterior, Hymer va passar a un enfocament més marxista on explica que les MNC com a agents d'un sistema capitalista internacional causant conflictes i contradiccions, provocant entre altres coses desigualtat i pobresa al món. Hymer és el "pare de la teoria de les EMN", i explica les motivacions de les empreses que fan negoci directe a l'estranger.
Entre les teories econòmiques modernes de les multinacionals i la inversió estrangera directa es troben la teoria de la internalització i el paradigma OLI de John Dunning (que significa propietat, ubicació i internacionalització). Dunning era àmpliament conegut per la seva recerca en economia de la inversió directa internacional i l'empresa multinacional. El seu paradigma OLI, en particular, continua sent la contribució teòrica predominant per estudiar temes de negoci internacional. Hymer i Dunning es consideren fundadors del negoci internacional com a camp d'estudi especialitzat.

## Factors físics i socials de l'entorn empresarial i social competitiu
La realització de les operacions internacionals depèn dels objectius de l'empresa i dels mitjans amb què les duen a terme. Les operacions afecten i es veuen afectades pels factors físics i socials i l'entorn competitiu.

### Operacions
Totes les empreses que volen internacionalitzar-se tenen un objectiu en comú; la voluntat d'augmentar els seus respectius valors econòmics quan es realitzen transaccions comercials internacionals. Per assolir aquest objectiu, cada empresa ha de desenvolupar la seva estratègia i enfocament individuals per maximitzar el valor, reduir costos i augmentar els beneficis. La creació de valor d'una empresa és la diferència entre V (el valor del producte que es ven) i C (el cost de producció per cada producte venut).
La creació de valor es pot classificar en: activitats primàries (investigació i desenvolupament, producció, màrqueting i vendes, atenció al client) i com a activitats de suport (sistemes d'informació, logística, recursos humans). Totes aquestes activitats s'han de gestionar eficaçment i ser coherents amb l'estratègia de l'empresa. Tanmateix, l'èxit de les empreses que s'estenen internacionalment depèn dels béns o serveis venuts i de les competències bàsiques de l'empresa (Habilitats dins de l'empresa que els competidors no poden igualar o imitar fàcilment). Perquè una empresa tingui èxit, l'estratègia de l'empresa ha de ser coherent amb l'entorn en què opera. Per tant, l'empresa ha de canviar la seva estructura organitzativa per reflectir els canvis en l'entorn en què està operant i l'estratègia que segueix.
Una vegada que una empresa decideix entrar en un mercat estranger, ha de decidir una manera d'entrada. Hi ha sis maneres diferents per entrar en un mercat estranger, i cada mode té avantatges i contres que hi estan associats. L'empresa ha de decidir quina modalitat s'alinea més adequadament amb les metes i objectius de l'empresa. Les sis maneres diferents d'entrada són l'exportació, projectes clau en mà, la concessió de llicències, la franquícia, l'establiment d'empreses conjuntes amb una empresa del país d'acollida o la creació d'una nova filial de propietat total al país d'acollida.
El primer mode d'entrada és l'exportació. L'exportació és la venda d'un producte en un mercat nacional diferent d'un centre centralitzat de fabricació. D'aquesta manera, una empresa pot aconseguir una escala substancial d'economies amb els seus ingressos de vendes globals. Per exemple, molts fabricants d'automòbils japonesos van entrar al mercat nord-americà mitjançant l'exportació. L'exportació té dos avantatges principals: evitar costos elevats d'establir la fabricació en un país d'acollida (quan aquests són més elevats) i obtenir una corba d'experiència . Alguns dels possibles desavantatges de l'exportació són els alts costos de transport i les elevades barreres aranzelàries.
La segona modalitat d'entrada és un projecte clau en mà. En un projecte clau en mà, l'empresa contracta un contractista independent per supervisar tota la preparació per entrar al mercat estranger. Un cop finalitzada la preparació i arribat al final del contracte, la planta es lliura a l'empresa totalment preparada per a funcionar.
La llicència i la franquícia són dues maneres d'entrada addicionals que funcionen de manera similar. La llicència permet a un llicenciador concedir els drets d'una propietat intangible al titular de la llicència durant un període determinat per una taxa de regal. La franquícia, d'altra banda, és una forma especialitzada de llicència en què el "franquiciador" ven la propietat intangible al franquiciat, i també requereix que el franquiciat operi segons el dictat pel franquiciador.
Finalment, una empresa conjunta i una filial de propietat total són dues maneres més d'entrada al negoci internacional. Una empresa conjunta és quan una empresa creada és propietat conjunta de dues o més empreses (la majoria d'empreses conjuntes són 50-50 associacions). Això contrasta amb una filial de propietat total, quan una empresa té el 100 per cent de les accions d'una empresa en un país estranger perquè ha establert una nova operació o ha adquirit una empresa establerta en aquest país.

#### Tipus d'operacions
Exportacions i importacions
- Exportacions de mercaderies: béns exportats — sense incloure els serveis.[11]
- Importacions de mercaderies: el bé físic o producte que s'importa al país respectiu. Els països importen productes o béns que no tenen el seu país. Un exemple d'això és que Colòmbia ha d'importar cotxes ja que no hi ha cap empresa d'automòbils colombiana.
- Exportacions de serveis : A 2018, el sector exportador de més ràpid creixement. La majoria de les empreses creen un producte que requereix instal·lació, reparació i resolució de problemes, Service exports és simplement un resident d'un país que ofereix un servei a un altre país. Una plataforma de programari al núvol utilitzada per persones o empreses fora del país d'origen.
- "Turisme i transport, rendiment del servei, ús d'actius".[12]
- Les exportacions i importacions de productes, béns o serveis solen ser les transaccions econòmiques internacionals més importants d'un país.[12]

#### Les principals importacions i exportacions del món
Les dades són del CIA World Factbook, compilat el 2017:
| Nom del soci | Exportació (milers de dòlars EUA) | Importació (milers de dòlars EUA) | Import del partner quota (%) | Quota de soci d'exportació (%) |
| ------------ | --------------------------------- | --------------------------------- | ---------------------------- | ------------------------------ |
| Món          | 14.639.041.733,88                 | 14.748.663.389,75                 | 100.00                       | 100.00                         |
| Estats Units | 1.456.000.000                     | 1.292.436.125,64                  | 8,76                         | 13.29                          |
| Japó         | 634.900.000                       | 661.678.484,03                    | 4.49                         | 3.20                           |
| Alemanya     | 1.322.000.000                     | 1.145.973.941,19                  | 7,77                         | 6.26                           |
| França       | 507.000.000                       | 488.825.071,86                    | 3.31                         | 3,68                           |
| Regne Unit   | 407.300.000                       | 359.480.074,29                    | 2.44                         | 4.17                           |

### Elecció de la modalitat d'entrada en negocis internacionals
Les variables estratègiques afecten l'elecció del mode d'entrada per a l'expansió de les empreses multinacionals més enllà dels seus mercats nacionals . Aquestes variables són la concentració global, les sinergies globals i les motivacions estratègiques globals de les multinacionals.
- Concentració global: moltes empreses multinacionals comparteixen i es superposen mercats amb un nombre limitat d'altres corporacions de la mateixa indústria .
- Sinèrgies globals: la reutilització o compartició de recursos per part d'una corporació i poden incloure departaments de màrqueting o altres inputs que es poden utilitzar en diversos mercats. Això inclou, entre altres coses, el reconeixement de la marca.
- Motivacions estratègiques globals: altres factors més enllà del mode d'entrada que són els motius bàsics de l'expansió corporativa a un mercat addicional. Aquests són motius estratègics que poden incloure l'establiment d'un lloc avançat estranger per a l'expansió, el desenvolupament de llocs d'abastament entre altres motius estratègics.[14]

### Mitjans de negocis
- Modes d'entrada: exportació/importació, filial de propietat total, fusió o adquisició, aliances i empreses conjuntes, llicències[15]
- Modalitats: importació i exportació, turisme i transport, llicències i franquícies, operacions clau en mà, contractes de gestió, inversió directa i inversions de cartera .
- Funcions: màrqueting, fabricació global i gestió de la cadena de subministrament, comptabilitat, finances, recursos humans
- Alternatives superposades: elecció de països, organització i mecanismes de control

### Factors físics i socials
- Influències geogràfiques: hi ha molts factors geogràfics diferents que afecten els negocis internacionals. Aquests factors són: la mida geogràfica, els reptes climàtics que es produeixen arreu del món, els recursos naturals disponibles en un territori concret, la distribució de la població en un país, etc.[16]
- Factors socials: Polítiques polítiques: les disputes polítiques, especialment les que resulten en l'enfrontament militar, poden alterar el comerç i la inversió.
- Polítiques legals: les lleis nacionals i internacionals tenen un paper important a l'hora de determinar com una empresa pot operar a l'estranger.
- Factors de comportament: en un entorn estranger, les disciplines relacionades com l'antropologia, la psicologia i la sociologia són útils perquè els directius entenguin millor els valors, les actituds i les creences.
- Forces econòmiques : l'economia explica les diferències dels països en costos, valors de moneda i mida del mercat.[12]

### Riscos
- Planificació defectuosa

Per aconseguir l'èxit en penetrar en un mercat estranger i mantenir-se rendible, els esforços s'han de dirigir a la planificació i execució de la Fase I. L'ús de l'anàlisi DAFO convencional, la investigació de mercat i la investigació cultural, donarà a l'empresa les eines adequades per reduir el risc de fracàs. a l'estranger. Els riscos que sorgeixen d'una mala planificació inclouen: grans despeses en màrqueting, administració i desenvolupament de productes (sense vendes); desavantatges derivats de les lleis locals o federals d'un país estranger, manca de popularitat a causa d'un mercat saturat, vandalisme de la propietat física a causa de la inestabilitat del país; etc. També hi ha riscos culturals en entrar en un mercat exterior. La manca d'investigació i comprensió dels costums locals pot provocar l'alienació dels locals i la dissociació de la marca. Els riscos estratègics es poden definir com les incerteses i les oportunitats no aprofitades incrustades en la vostra intenció estratègica i com de bé s'executen. Com a tal, són qüestions clau per al consell i afecten a tot el negoci, en lloc d'una unitat aïllada.
- Risc operacional

Una empresa ha de ser conscient dels costos de producció per no perdre temps i diners. Si es controlen les despeses i els costos, es crearà una producció eficient i ajudarà a la internacionalització. El risc operacional és la perspectiva de pèrdua resultant de procediments, sistemes o polítiques inadequats o fallits; errors dels empleats, fallades dels sistemes, frau o altra activitat delictiva, o qualsevol esdeveniment que interrompi els processos empresarials.
- Risc polític

La manera com un govern governa un país (governança) pot afectar les operacions d'una empresa. El govern pot ser corrupte, hostil o totalitari ; i pot tenir una imatge negativa arreu del món. La reputació d'una empresa pot canviar si opera en un país controlat per aquest tipus de govern. A més, una situació política inestable pot suposar un risc per a les empreses multinacionals. Les eleccions o qualsevol esdeveniment polític inesperat poden canviar la situació d'un país i posar una empresa en una posició incòmode. Els riscos polítics són la probabilitat que les forces polítiques provoquin canvis dràstics en l'entorn empresarial d'un país que perjudiquin els beneficis i altres objectius d'una empresa empresarial. El risc polític acostuma a ser més gran als països que viuen malestar social . Quan el risc polític és alt, hi ha una alta probabilitat que es produeixi un canvi en l'entorn polític del país que posarà en perill les empreses estrangeres allà. Els governs estrangers corruptes també poden fer-se càrrec de l'empresa sense previ avís, com s'ha vist a Veneçuela.
- Risc tecnològic

Les millores tecnològiques aporten molts beneficis, però també alguns inconvenients. Alguns d'aquests riscos inclouen "la manca de seguretat en les transaccions electròniques, el cost del desenvolupament de noves tecnologies... el fet que aquesta nova tecnologia pugui fallar i, quan tot això s'uneix a la tecnologia actual obsoleta, [el fet que] el resultat pot crear un efecte perillós en fer negocis a l'àmbit internacional".
- Risc ambiental

Les empreses que estableixen una filial o fàbrica a l'estranger han de ser conscients de les externalitzacions que produiran, ja que algunes poden tenir efectes negatius com el soroll o la contaminació. Això pot provocar un agreujament a les persones que hi viuen, que al seu torn pot provocar un conflicte. La gent vol viure en un entorn net i tranquil, sense contaminació ni sorolls innecessaris. Si sorgeix un conflicte, això pot comportar un canvi negatiu en la percepció del client de l'empresa. L'amenaça real o potencial d'efectes adversos sobre els organismes vius i el medi ambient per efluents, emissions, residus, esgotament de recursos, etc., derivats de les activitats d'una organització es considera riscos per al medi ambient. A mesura que els nous líders empresarials surtin a bon port en les seves carreres, cada cop serà més important frenar les activitats empresarials i les externalitzacions que poden perjudicar el medi ambient.
- Risc econòmic

Aquests són els riscos econòmics que explica el professor Okolo: “Això prové de la incapacitat d'un país per complir amb les seves obligacions financeres. El canvi de les polítiques fiscals o monetàries d'inversió estrangera o/i nacionals. L'efecte del tipus de canvi i el tipus d'interès dificulten la realització de negocis internacionals." A més, pot suposar un risc per a una empresa operar en un país i poden patir una crisi econòmica inesperada després de la creació de la filial. Els riscos econòmics són la probabilitat que la gestió econòmica provoqui canvis dràstics en l'entorn empresarial d'un país que perjudiquin els beneficis i altres objectius d'una empresa empresarial. A la pràctica, el problema més gran derivat de la mala gestió econòmica ha estat la inflació. Històricament, molts governs han ampliat els seus diners nacionals amb intents equivocats d'estimular l'activitat econòmica.
- Risc financer

Segons el professor Okolo: "Aquesta àrea es veu afectada pel tipus de canvi de divises, la flexibilitat del govern per permetre a les empreses repatriar beneficis o fons fora del país. La devaluació i la inflació també afectaran la capacitat de l'empresa per operar a una capacitat eficient i encara ser estable." A més, els impostos que ha de pagar una empresa poden ser avantatjoses o no. Pot ser més alt o inferior als països d'acollida. Aleshores, "el risc que un govern canviï indiscriminadament les lleis, les regulacions o els contractes que regeixen una inversió —o no els faci complir— d'una manera que redueixi els rendiments financers d'un inversor és el que anomenem 'risc polític'" Els tipus de canvi poden fluctuar ràpidament per diverses raons, com ara la inestabilitat econòmica i els problemes diplomàtics.
- Terrorisme

El terrorisme és un acte voluntari de violència cap a un(s) grup(s) de persones. En la majoria dels casos, els actes de terrorisme es deriven de l'odi a les creences religioses, polítiques i culturals. Un exemple van ser els infames atemptats de l'11 de setembre, titllats de terrorisme pels danys massius causats a la societat nord-americana ia l'economia global derivats de l'animadversió cap a la cultura occidental per part d'alguns grups islàmics radicals. El terrorisme no només afecta els civils, sinó que també perjudica les empreses i altres empreses. Aquests efectes poden incloure: vandalisme físic o destrucció de propietats, disminució de les vendes a causa dels consumidors espantats i els governs que emeten restriccions de seguretat pública. Les empreses que es dediquen a negocis internacionals tindran dificultats per operar en un país que té una seguretat incerta davant d'aquests atacs.
- Suborn

El suborn és l'acte de rebre o sol·licitar qualsevol element o servei de valor per influir en les accions d'una part amb obligacions públiques o legals. Això es considera una forma poc ètica d'exercir els negocis i pot tenir repercussions legals. L'empresa que vulgui operar legalment hauria d'instruir als empleats que no s'impliquin ni a ells mateixos ni a l'empresa en aquestes activitats. Les empreses haurien d'evitar fer negocis en països on existeixen formes inestables de govern, ja que podria aportar avantatges injustos contra les empreses nacionals i/o perjudicar el teixit social dels ciutadans.

## Factors de globalització
En les últimes dècades hi ha hagut un creixement de la globalització a causa dels següents factors.
- La tecnologia s'està expandint, especialment en el transport i les comunicacions.
- Els governs estan eliminant les restriccions comercials internacionals.[cal citació]
- Les institucions ofereixen serveis per facilitar la realització de negocis internacionals.
- Els consumidors volen conèixer béns i serveis estrangers.[cal citació]
- La competència s'ha fet més global.
- Les relacions polítiques han millorat entre alguns grans poders econòmics.[cal citació]
- Els països cooperen més en temes transnacionals.
- La cooperació i els acords transnacionals han augmentat.

## Importància de l'educació empresarial internacional
- La majoria de les empreses són empreses internacionals o competeixen amb altres empreses internacionals.
- Els modes de funcionament poden diferir dels que s'utilitzen a casa.
- La millor manera de fer negocis pot variar segons el país.
- La comprensió ajuda a prendre millors decisions professionals.
- Una comprensió ajuda a decidir quines polítiques governamentals donar suport.

Els directius de negocis internacionals han d'entendre les disciplines de les ciències socials i com afecten els diferents camps empresarials funcionals.
Per mantenir i aconseguir operacions comercials reeixides a països estrangers, les persones han d'entendre com les variacions de cultura i tradicions entre nacions afecten les pràctiques empresarials. Aquesta idea es coneix com a alfabetització cultural . Sense conèixer la cultura d'un país d'acollida, l'estratègia corporativa és més difícil i propensa a errors a l'hora d'entrar als mercats estrangers en comparació amb el mercat i la cultura del país d'origen. Això pot crear un "punt cec" durant el procés de presa de decisions i donar lloc a l'etnocentrisme. L'educació sobre negocis internacionals introdueix a l'estudiant nous conceptes que poden ser aplicables a l'estratègia internacional en temes com màrqueting i operacions.

### Importància dels estudis lingüístics i culturals
El coneixement i l'ús de la llengua s'obté un avantatge considerable en els negocis internacionals, mitigant així una barrera lingüística. Els avantatges de ser un empresari internacional que domina l'idioma local inclouen els següents:
- Tenir la capacitat de comunicar-se directament amb els empleats i clients
- Comprendre la manera de parlar de les empreses a l'àrea local per millorar la productivitat general
- Aconseguir el respecte dels clients i dels empleats parlant amb ells en la seva llengua materna

En molts casos, té un paper crucial. És veritablement impossible entendre els hàbits de compra d'una cultura sense prendre primer el temps per entendre la cultura. Alguns exemples dels beneficis d'entendre la cultura local inclouen els següents:
- Ser capaç d'oferir tècniques de màrqueting que s'adaptin específicament al mercat local
- Saber com funcionen altres empreses i quins poden ser o no tabús socials
- Comprendre l'estructura temporal d'una zona. Algunes societats se centren més en la puntualitat (" anar a l'hora "), mentre que d'altres se centren en fer negocis "en el moment adequat ".
- Relacionar-se amb persones que no coneixen diversos idiomes.
- Les barreres lingüístiques poden afectar els costos de transacció. La distància lingüística es defineix com la quantitat de variació que té una llengua respecte a una altra. Per exemple, el francès i l'espanyol són tots dos idiomes derivats del llatí. Quan avalueu el diàleg en aquests idiomes, descobrireu moltes similituds. Tanmateix, idiomes com l'anglès i el xinès o l'anglès i l'àrab varien molt més i contenen moltes menys similituds. Els sistemes d'escriptura d'aquestes llengües també són diferents. Com més gran sigui la distància lingüística allà, més grans són les barreres lingüístiques que cal creuar. Aquestes diferències poden reflectir-se en els costos de transacció i fer que les operacions comercials estrangeres siguin més cares.

### Importància d'estudiar negocis internacionals
Els estàndards comercials internacionals se centren en el següent:
- augmentar la consciència de la interrelació de les polítiques polítiques i pràctiques econòmiques d'un país en un altre;
- aprendre a millorar les relacions comercials internacionals mitjançant estratègies de comunicació adequades;
- comprendre l'entorn empresarial global, és a dir, les interconnexions dels sistemes culturals, polítics, legals, econòmics i ètics;
- explorar conceptes bàsics subjacents a les finances internacionals, la gestió, el màrqueting i les relacions comercials; i
- identificar formes de propietat empresarial i oportunitats de negoci internacional.

Centrant-se en aquests, els estudiants obtindran una millor comprensió de l'economia política. Aquestes són eines que ajudarien els futurs empresaris a superar la bretxa econòmica i política entre països.
Hi ha una demanda creixent de gent de negocis amb formació en negocis internacionals. Una enquesta realitzada per Thomas Patrick de la Universitat de Notre Dame va concloure que els titulats de grau i màster consideraven que la formació rebuda a través de l'educació era molt pràctica en l'entorn laboral. Cada cop més, les empreses abasten les seves necessitats de recursos humans a nivell mundial. Per exemple, a Sony Corporation, només el cinquanta per cent dels seus empleats són japonesos. Els empresaris amb formació en negocis internacionals també tenien més possibilitats de ser enviats a l'estranger per treballar sota les operacions internacionals d'una empresa.